# Hongarije op de Olympische Zomerspelen 2020
Hongarije was een van de deelnemende landen aan de Olympische Zomerspelen 2020 in Tokio, Japan.

## Medailleoverzicht
| Medaille | Naam                                                    | Sport            | Onderdeel                | Datum      |
| -------- | ------------------------------------------------------- | ---------------- | ------------------------ | ---------- |
| Goud     | Áron Szilágyi                                           | Schermen         | sabel (m)                | 24 juli    |
| Goud     | Kristóf Milák                                           | Zwemmen          | 200 m vlinderslag (m)    | 28 juli    |
| Goud     | Bálint Kopasz                                           | Kanovaren        | K-1 1000m (m)            | 3 augustus |
| Goud     | Tamás Lőrincz                                           | Worstelen        | -77kg grieks-romeins (m) | 3 augustus |
| Goud     | Sándor Tótka                                            | Kanovaren        | K-1 200m (m)             | 5 augustus |
| Goud     | Danuta Kozák Tamara Csipes Anna Kárász Dóra Bodonyi     | Kanovaren        | K-4 500m (v)             | 7 augustus |
|          |                                                         |                  |                          |            |
| Zilver   | Gergely Siklósi                                         | Schermen         | degen (m)                | 25 juli    |
| Zilver   | Kristóf Milák                                           | Zwemmen          | 100 m vlinderslag (m)    | 31 juli    |
| Zilver   | Ádám Varga                                              | Kanovaren        | K-1 1000m (m)            | 3 augustus |
| Zilver   | Zsombor Berecz                                          | Zeilen           | finn (m)                 | 3 augustus |
| Zilver   | Viktor Lőrincz                                          | Worstelen        | -87kg grieks-romeins (m) | 4 augustus |
| Zilver   | Kristóf Rasovszky                                       | Zwemmen          | 10 km open water (m)     | 5 augustus |
| Zilver   | Tamara Csipes                                           | Kanovaren        | K-1 500m (v)             | 5 augustus |
|          |                                                         |                  |                          |            |
| Brons    | Áron Szilágyi András Szatmári Tamás Decsi Csanád Gémesi | Schermen         | team sabel (m)           | 28 juli    |
| Brons    | Krisztián Tóth                                          | Judo             | -90kg (m)                | 28 juli    |
| Brons    | Danuta Kozák Dóra Bodonyi                               | Kanovaren        | K-2 500m (v)             | 3 augustus |
| Brons    | Sarolta Kovács                                          | Moderne vijfkamp | vrouwen                  | 6 augustus |
| Brons    | Gábor Hárspataki                                        | Karate           | -75kg (m)                | 6 augustus |
| Brons    | Nationaal vrouwen-waterpoloteam Hongarije               | Waterpolo        | vrouwen                  | 7 augustus |
| Brons    | Nationaal mannen-waterpoloteam Hongarije                | Waterpolo        | mannen                   | 8 augustus |

## Atleten
Hieronder volgt een overzicht van de atleten die zich reeds verzekerden van deelname aan de Olympische Zomerspelen 2020.
| sport            | mannen | vrouwen | totaal |
| ---------------- | ------ | ------- | ------ |
| Atletiek         | 7      | 11      | 18     |
| Badminton        | 1      | 1       | 2      |
| Boksen           | 1      | 0       | 1      |
| Boogschieten     | 1      | 0       | 1      |
| Gewichtheffen    | 1      | 0       | 1      |
| Gymnastiek       | 0      | 2       | 2      |
| Handbal          | 0      | 14      | 14     |
| Judo             | 3      | 4       | 7      |
| Kanovaren        | 8      | 8       | 16     |
| Karate           | 1      | 0       | 1      |
| Moderne vijfkamp | 2      | 2       | 4      |
| Roeien           | 1      | 0       | 1      |
| Schermen         | 5      | 8       | 13     |
| Schietsport      | 2      | 2       | 4      |
| Tafeltennis      | 2      | 4       | 6      |
| Taekwondo        | 1      | 0       | 1      |
| Triatlon         | 2      | 2       | 4      |
| Waterpolo        | 13     | 13      | 26     |
| Wielersport      | 2      | 1       | 3      |
| Worstelen        | 5      | 1       | 6      |
| Zeilen           | 2      | 2       | 4      |
| Zwemmen          | 21     | 13      | 34     |
| totaal           | 81     | 88      | 169    |

## Sporten

### Atletiek
Mannen
Loopnummers
| atleet           | onderdeel         | series  | series | kwartfinale | kwartfinale | halve finale   | halve finale   | finale         | finale         |
| atleet           | onderdeel         | tijd    | rang   | tijd        | rang        | tijd           | rang           | tijd           | rang           |
| ---------------- | ----------------- | ------- | ------ | ----------- | ----------- | -------------- | -------------- | -------------- | -------------- |
| István Szögi     | 1500 m            | 3.38,79 | 12     | n.v.t.      | n.v.t.      | niet geplaatst | niet geplaatst | niet geplaatst | niet geplaatst |
| Valdó Szűcs      | 110 m horden      | 13,50   | 3 Q    | n.v.t.      | n.v.t.      | 13,40          | 4              | niet geplaatst | niet geplaatst |
| Máté Koroknai    | 400 m horden      | 49,80   | 6      | n.v.t.      | n.v.t.      | niet geplaatst | niet geplaatst | niet geplaatst | niet geplaatst |
| Bence Venyercsán | 50km snelwandelen | n.v.t.  | n.v.t. | n.v.t.      | n.v.t.      | n.v.t.         | n.v.t.         | 3:59.05        | 20             |
| Máté Helebrandt  | 50km snelwandelen | n.v.t.  | n.v.t. | n.v.t.      | n.v.t.      | n.v.t.         | n.v.t.         | 3:57.53        | 17             |

Technische nummers
| atleet              | onderdeel      | kwalificaties | kwalificaties | finale         | finale         |
| atleet              | onderdeel      | afstand       | rang          | afstand        | rang           |
| ------------------- | -------------- | ------------- | ------------- | -------------- | -------------- |
| Bence Halász        | kogelslingeren | 75,39         | 14            | niet geplaatst | niet geplaatst |
| Norbert Rivasz-Tóth | speerwerpen    | 77,76         | 22            | niet geplaatst | niet geplaatst |

Vrouwen
Loopnummers
| atlete            | onderdeel           | series   | series | kwartfinale | kwartfinale | halve finale   | halve finale   | finale         | finale         |
| atlete            | onderdeel           | tijd     | rang   | tijd        | rang        | tijd           | rang           | tijd           | rang           |
| ----------------- | ------------------- | -------- | ------ | ----------- | ----------- | -------------- | -------------- | -------------- | -------------- |
| Bianka Kéri       | 800 m               | 2.02,82  | 6      | n.v.t.      | n.v.t.      | niet geplaatst | niet geplaatst | niet geplaatst | niet geplaatst |
| Luca Kozák        | 100 m horden        | 12,97    | 3 Q    | n.v.t.      | n.v.t.      | DNF            | DNF            | niet geplaatst | niet geplaatst |
| Zita Kácser       | 3000 m steeplechase | 10.43,99 | 13     | n.v.t.      | n.v.t.      | n.v.t.         | n.v.t.         | niet geplaatst | niet geplaatst |
| Lili Anna Toth    | 3000 m steeplechase | 9.30,96  | 7      | n.v.t.      | n.v.t.      | n.v.t.         | n.v.t.         | niet geplaatst | niet geplaatst |
| Barbara Kovács    | 20km snelwandelen   | n.v.t.   | n.v.t. | n.v.t.      | n.v.t.      | n.v.t.         | n.v.t.         | 1:41.49        | 46             |
| Viktória Madarász | 20km snelwandelen   | n.v.t.   | n.v.t. | n.v.t.      | n.v.t.      | n.v.t.         | n.v.t.         | DNF            | DNF            |

Technische nummers
| atlete            | onderdeel      | kwalificaties | kwalificaties | finale         | finale         |
| atlete            | onderdeel      | afstand       | rang          | afstand        | rang           |
| ----------------- | -------------- | ------------- | ------------- | -------------- | -------------- |
| Réka Gyurátz      | kogelslingeren | 66,48         | 26            | niet geplaatst | niet geplaatst |
| Anita Márton      | kogelstoten    | 17,59         | 21            | niet geplaatst | niet geplaatst |
| Réka Szilágyi     | speerwerpen    | 57,39         | 25            | niet geplaatst | niet geplaatst |
| Anasztázia Nguyen | verspringen    | 6,52          | 16            | niet geplaatst | niet geplaatst |

Meerkamp
| atlete        | onderdeel | onderdeel | 100 h | hs   | ks    | 200 m | vs   | sw    | 800 m   | finale | rang |
| ------------- | --------- | --------- | ----- | ---- | ----- | ----- | ---- | ----- | ------- | ------ | ---- |
| Xénia Krizsán | zevenkamp | res.      | 13,58 | 1,74 | 13,78 | 24,96 | 5,88 | 50,59 | 2.07,65 | 6295   | 13   |
| Xénia Krizsán | zevenkamp | pnt.      | 1039  | 903  | 779   | 890   | 813  | 872   | 999     | 6295   | 13   |

### Badminton
Mannen
| atleet         | onderdeel | groepsfase                  | groepsfase                | groepsfase           | groepsfase | eliminatie           | kwartfinale          | halve finale         | finale / BM          | finale / BM |
| atleet         | onderdeel | tegenstander uitslag        | tegenstander uitslag      | tegenstander uitslag | rang       | tegenstander uitslag | tegenstander uitslag | tegenstander uitslag | tegenstander uitslag | rang        |
| -------------- | --------- | --------------------------- | ------------------------- | -------------------- | ---------- | -------------------- | -------------------- | -------------------- | -------------------- | ----------- |
| Gergely Krausz | enkelspel | A S Ginting V (13-21, 8-21) | S Sirant V (18-21, 18-21) | n.v.t.               | 3          | niet geplaatst       | niet geplaatst       | niet geplaatst       | niet geplaatst       | 15          |

Vrouwen
| atlete       | onderdeel | groepsfase                | groepsfase           | groepsfase           | groepsfase | eliminatie           | kwartfinale          | halve finale         | finale / BM          | finale / BM    |
| atlete       | onderdeel | tegenstander uitslag      | tegenstander uitslag | tegenstander uitslag | rang       | tegenstander uitslag | tegenstander uitslag | tegenstander uitslag | tegenstander uitslag | rang           |
| ------------ | --------- | ------------------------- | -------------------- | -------------------- | ---------- | -------------------- | -------------------- | -------------------- | -------------------- | -------------- |
| Laura Sárosi | enkelspel | R Intanon V (5-21, 10-21) | S Cheah V W/O        | n.v.t.               | 3          | niet geplaatst       | niet geplaatst       | niet geplaatst       | niet geplaatst       | niet geplaatst |

### Boksen
Mannen
| atleet       | onderdeel    | eerste ronde         | tweede ronde         | kwartfinale          | halve finale         | finale               | rang           |
| atleet       | onderdeel    | tegenstander uitslag | tegenstander uitslag | tegenstander uitslag | tegenstander uitslag | tegenstander uitslag | rang           |
| ------------ | ------------ | -------------------- | -------------------- | -------------------- | -------------------- | -------------------- | -------------- |
| Roland Gálos | vedergewicht | Temirzhanov V 0–5    | niet geplaatst       | niet geplaatst       | niet geplaatst       | niet geplaatst       | niet geplaatst |

### Boogschieten
Mannen
| atleet               | onderdeel   | plaatsingsronde | plaatsingsronde | eerste ronde         | tweede ronde         | derde ronde          | kwartfinale          | halve finale         | finale / BM          | finale / BM |
| atleet               | onderdeel   | score           | rang            | tegenstander uitslag | tegenstander uitslag | tegenstander uitslag | tegenstander uitslag | tegenstander uitslag | tegenstander uitslag | rang        |
| -------------------- | ----------- | --------------- | --------------- | -------------------- | -------------------- | -------------------- | -------------------- | -------------------- | -------------------- | ----------- |
| Mátyás László Balogh | individueel | 632             | 61              | Kim W-j V 0 – 6      | niet geplaatst       | niet geplaatst       | niet geplaatst       | niet geplaatst       | niet geplaatst       | 33          |

### Gewichtheffen
Mannen
| atleet     | onderdeel | trekken | trekken | stoten | stoten | totaal | rang |
| atleet     | onderdeel | score   | rang    | score  | rang   | totaal | rang |
| ---------- | --------- | ------- | ------- | ------ | ------ | ------ | ---- |
| Péter Nagy | +109 kg   | 178     | 8       | 218    | 7      | 396    | 7    |

### Gymnastiek

#### Turnen
Vrouwen
| atlete        | onderdeel | kwalificatie | kwalificatie | kwalificatie | kwalificatie | kwalificatie | kwalificatie | finale  | finale  | finale  | finale  | finale | finale  |
| atlete        | onderdeel | toestel      | toestel      | toestel      | toestel      | totaal       | positie      | toestel | toestel | toestel | toestel | totaal | positie |
| atlete        | onderdeel | sprong       | brug         | balk         | vloer        | totaal       | positie      | sprong  | brug    | balk    | vloer   | totaal | positie |
| ------------- | --------- | ------------ | ------------ | ------------ | ------------ | ------------ | ------------ | ------- | ------- | ------- | ------- | ------ | ------- |
| Zsófia Kovács | meerkamp  | 14,500       | 14,433       | 13,133       | 12,666       | 54,732       | 16 Q         | 14,500  | 14,233  | 12,100  | 12,600  | 53,433 | 14      |

#### Ritmisch
Individueel
| atlete          | onderdeel   | kwalificatie | kwalificatie | kwalificatie | kwalificatie | kwalificatie | kwalificatie | finale         | finale         | finale         | finale         | finale         | finale         |
| atlete          | onderdeel   | hoepel       | bal          | knotsen      | lint         | totaal       | rang         | hoepel         | bal            | knotsen        | lint           | totaal         | rang           |
| --------------- | ----------- | ------------ | ------------ | ------------ | ------------ | ------------ | ------------ | -------------- | -------------- | -------------- | -------------- | -------------- | -------------- |
| Fanni Pigniczki | individueel | 21,200       | 22,400       | 21,350       | 19,450       | 84,400       | 20           | niet geplaatst | niet geplaatst | niet geplaatst | niet geplaatst | niet geplaatst | niet geplaatst |

### Handbal
Vrouwen
| Olympiër | Onderdeel | Resultaat   | Prestatie |
| --- | --------- | ----------- | --------- |
| Szandra Zácsik Nadine Schatzl Zita Szucsánszki Anikó Kovacsics Melinda Szikora Anett Kisfaludy Blanka Bíró Gréta Márton Petra Vámos Katrin Klujber Noémi Háfra Réka Bordás Kinga Janurik Viktória Lukács Fanny Helembai Zsuzsanna Tomori Nikolett Kiss | vrouwen   | kwartfinale | zie onder |

| Groep |                 |             |             |             |             |            |            |            |        |
| #     | Land            | Wedstrijden | Wedstrijden | Wedstrijden | Wedstrijden | Doelpunten | Doelpunten | Doelpunten | Punten |
| #     | Land            | G           | W           | G           | V           | V          | T          | Saldo      | Punten |
| 1     | Zweden          | 5           | 3           | 1           | 1           | 152        | 133        | +19        | 7      |
| 2     | Russische ploeg | 5           | 3           | 1           | 1           | 148        | 149        | -1         | 7      |
| 3     | Frankrijk       | 5           | 2           | 1           | 2           | 139        | 135        | +4         | 5      |
| 4     | Hongarije       | 5           | 2           | 0           | 3           | 142        | 149        | -7         | 4      |
| 5     | Spanje          | 5           | 2           | 0           | 3           | 135        | 142        | -7         | 4      |
| 6     | Brazilië        | 5           | 1           | 1           | 3           | 133        | 141        | -8         | 3      |

| Ronde           | Datum           | Lokale tijd    | MEZT           | Land           | Score           | Land           |  |
| --------------- | --------------- | -------------- | -------------- | -------------- | --------------- | -------------- |  |
| groepsfase      |                 |                |                |                |                 |                |  |
| 25 juli 2021    | 21:30           | 14:30          | Hongarije      | 29 - 30        | Frankrijk       |                |  |
| 27 juli 2021    | 11:00           | 04:00          | Brazilië       | '33 - 27       | Hongarije       |                |  |
| 29 juli 2021    | 19:30           | 12:30          | Hongarije      | 31 - 38        | Russische ploeg |                |  |
| 31 juli 2021    | 19:30           | 12:30          | Hongarije      | 29 - 25        | Spanje          |                |  |
| 2 augustus 2021 | 16:15           | 09:15          | Hongarije      | 26 - 23        | Zweden          |                |  |
|                 |                 |                |                |                |                 |                |  |
| kwartfinale     | 4 augustus 2021 | 13:15          | 06:15          | Noorwegen      | 26 - 22         | Hongarije      |  |
|                 |                 |                |                |                |                 |                |  |
| halve finale    | niet geplaatst  | niet geplaatst | niet geplaatst | niet geplaatst | niet geplaatst  | niet geplaatst |  |
|                 |                 |                |                |                |                 |                |  |
| finale          | niet geplaatst  | niet geplaatst | niet geplaatst | niet geplaatst | niet geplaatst  | niet geplaatst |  |

### Judo
Mannen
| atleet           | onderdeel | eerste ronde         | tweede ronde         | derde ronde          | kwartfinale          | halve finale         | herkansing           | finale / BM          | finale / BM    |
| atleet           | onderdeel | tegenstander uitslag | tegenstander uitslag | tegenstander uitslag | tegenstander uitslag | tegenstander uitslag | tegenstander uitslag | tegenstander uitslag | rang           |
| ---------------- | --------- | -------------------- | -------------------- | -------------------- | -------------------- | -------------------- | -------------------- | -------------------- | -------------- |
| Attila Ungvári   | −81 kg    | n.v.t.               | Abdelaal V 00–10     | niet geplaatst       | niet geplaatst       | niet geplaatst       | niet geplaatst       | niet geplaatst       |                |
| Krisztián Tóth   | −90 kg    | n.v.t.               | Misenga W 10-00      | Mukai W 10-00        | Trippel V 00-10      | niet geplaatst       | van 't End W 01-00   | Igolnikov W 01-00    | Brons          |
| Miklós Cirjenics | −100 kg   | n.v.t                | Borodavko W W/O      | Ilyasov V 00-10      | niet geplaatst       | niet geplaatst       | niet geplaatst       | niet geplaatst       | niet geplaatst |

Vrouwen
| atleet           | onderdeel | eerste ronde         | tweede ronde         | derde ronde          | kwartfinale          | halve finale         | herkansing           | finale / BM          | finale / BM    |
| atleet           | onderdeel | tegenstander uitslag | tegenstander uitslag | tegenstander uitslag | tegenstander uitslag | tegenstander uitslag | tegenstander uitslag | tegenstander uitslag | rang           |
| ---------------- | --------- | -------------------- | -------------------- | -------------------- | -------------------- | -------------------- | -------------------- | -------------------- | -------------- |
| Éva Csernoviczki | −48 kg    | n.v.t.               | Likmabam W 10–00     | Tonaki V 00-10       | niet geplaatst       | niet geplaatst       | niet geplaatst       | niet geplaatst       | niet geplaatst |
| Réka Pupp        | −52 kg    | n.v.t.               | Kelmendi W 01-00     | Delgado W 10-00      | Kocher V 00-10       | niet geplaatst       | Park D-s W 01-00     | Giuffrida V 00-10    | 5              |
| Hedvig Karakas   | −57 kg    | n.v.t                | Kowalczyk V 00-01    | niet geplaatst       | niet geplaatst       | niet geplaatst       | niet geplaatst       | niet geplaatst       | niet geplaatst |
| Szofi Özbas      | −63 kg    | n.v.t                | Trajdos W 01-00      | Centracchio V 00-11  | niet geplaatst       | niet geplaatst       | niet geplaatst       | niet geplaatst       | niet geplaatst |

### Karate

#### Kumite
Mannen
| atleet           | onderdeel | groepsfase           | groepsfase           | groepsfase           | groepsfase           | groepsfase | halve finale         | finale               | finale |
| atleet           | onderdeel | tegenstander uitslag | tegenstander uitslag | tegenstander uitslag | tegenstander uitslag | rang       | tegenstander uitslag | tegenstander uitslag | rang   |
| ---------------- | --------- | -------------------- | -------------------- | -------------------- | -------------------- | ---------- | -------------------- | -------------------- | ------ |
| Gábor Hárspataki | −75 kg    | Abdelaziz W 2 - 2    | Scott V 3 - 8        | Horuna G 0 - 0       | Nishimura W 3 - 1    | 1 Q        | Aghayev V 0 - 7      | niet geplaatst       | Brons  |

### Kanovaren

#### Sprint
Mannen
| atleet                                               | onderdeel  | series   | series | kwartfinale | kwartfinale | halve finale   | halve finale   | finale         | finale         |
| atleet                                               | onderdeel  | tijd     | rang   | tijd        | rang        | tijd           | rang           | tijd           | rang           |
| ---------------------------------------------------- | ---------- | -------- | ------ | ----------- | ----------- | -------------- | -------------- | -------------- | -------------- |
| Balázs Adolf                                         | C-1 1000 m | 4.01,665 | 2 HF   | bye         | bye         | 4.09,177       | 5 FB           | 4.07,613       | 15             |
| Dániel Fejes                                         | C-1 1000 m | 4.34,000 | 6 KF   | 4.21,847    | 5           | niet geplaatst | niet geplaatst | niet geplaatst | niet geplaatst |
| Balázs Adolf Dániel Fejes                            | C-2 1000 m | 3.53,964 | 7 KF   | 3.53,559    | 4 FA        | n.v.t.         | n.v.t.         | 3.32,076       | 11             |
| Sándor Tótka                                         | K-1 200 m  | 35,070   | 1 HF   | bye         | bye         | 35,114         | 1 FA           | 35,035         | Goud           |
| Kolos Csizmadia                                      | K-1 200 m  | 34,442   | 1 HF   | bye         | bye         | 35,099         | 1 FA           | 35,317         | 4              |
| Bálint Kopasz                                        | K-1 1000 m | 3.39,084 | 1 HF   | bye         | bye         | 3.24,558       | 1 FA           | 3.20,643       | Goud           |
| Ádám Varga                                           | K-1 1000 m | 3.39,650 | 2 HF   | bye         | bye         | 3.23,634       | 2 FA           | 3.22,431       | Zilver         |
| Bálint Kopasz Bence Nádas                            | K-2 1000 m | 3.11,877 | 1 HF   | bye         | bye         | 3.18,316       | 2 FA           | 3.16,535       | 4              |
| Ádám Varga Kornél Béke                               | K-2 1000 m | 3.26,732 | 4 KF   | 3.15,225    | 3 HF        | 3.20,197       | 5 FB           | 3.24,223       | 12             |
| Kornél Béke Kolos Csizmadia Bence Nádas Sándor Tótka | K-4 500 m  | 1.34,274 | 5 KF   | 1.23,727    | 1 HF        | 1.24,918       | 3 FA           | 1.25,068       | 7              |

Vrouwen
| atlete                                              | onderdeel | series   | series | kwartfinale | kwartfinale | halve finale | halve finale | finale   | finale |
| atlete                                              | onderdeel | tijd     | rang   | tijd        | rang        | tijd         | rang         | tijd     | rang   |
| --------------------------------------------------- | --------- | -------- | ------ | ----------- | ----------- | ------------ | ------------ | -------- | ------ |
| Virág Balla                                         | C-1 200 m | 46,852   | 3 KF   | 46,218      | 1 HF        | 48,257       | 6 FB         | 47,560   | 9      |
| Kincső Takács                                       | C-1 200 m | 47,977   | 2 HF   | bye         | bye         | 49,178       | 8 FB         | 48,921   | 14     |
| Virág Balla Kincső Takács                           | C-2 500 m | 2.02,334 | 2 HF   | bye         | bye         | 2.04,545     | 3 FA         | 2.00,289 | 5      |
| Dóra Lucz                                           | K-1 200 m | 41,098   | 1 HF   | bye         | bye         | 39,713       | 1 FA         | 39,442   | 6      |
| Anna Kárász                                         | K-1 200 m | 41,127   | 2 HF   | bye         | bye         | 40,724       | 8 FB         | 41,242   | 16     |
| Tamara Csipes                                       | K-1 500 m | 1.48,790 | 1 HF   | bye         | bye         | 1.51,698     | 1 FA         | 1.51,855 | Zilver |
| Danuta Kozák                                        | K-1 500 m | 1.48,730 | 1 HF   | bye         | bye         | 1.52,016     | 1 FA         | 1.53,414 | 4      |
| Tamara Csipes Erika Medveczky                       | K-2 500 m | 1.42,776 | 1 HF   | bye         | bye         | 1.38,446     | 2 FA         | 1.37,117 | 4      |
| Dóra Bodonyi Danuta Kozák                           | K-2 500 m | 1.45,735 | 1 HF   | bye         | bye         | 1.37,912     | 1 FA         | 1.36,867 | Brons  |
| Dóra Bodonyi Tamara Csipes Anna Kárász Danuta Kozák | K-4 500 m | 1.33,335 | 1 HF   | n.v.t.      | n.v.t.      | 1.36,529     | 1 FA         | 1.35,463 | Goud   |

### Moderne vijfkamp
Mannen
| atleet       | onderdeel        | schermen (degen) | schermen (degen) | schermen (degen) | schermen (degen) | zwemmen (200 m vrije slag) | zwemmen (200 m vrije slag) | zwemmen (200 m vrije slag) | paardrijden (springen) | paardrijden (springen) | paardrijden (springen) | combinatie: schieten/lopen (10 m luchtpistool)/(3200 m) | combinatie: schieten/lopen (10 m luchtpistool)/(3200 m) | combinatie: schieten/lopen (10 m luchtpistool)/(3200 m) | totaal punten | rang |
| atleet       | onderdeel        | RR               | BR               | rang             | punten           | tijd                       | rang                       | punten                     | strafpunten            | rang                   | punten                 | tijd                                                    | rang                                                    | punten                                                  | totaal punten | rang |
| ------------ | ---------------- | ---------------- | ---------------- | ---------------- | ---------------- | -------------------------- | -------------------------- | -------------------------- | ---------------------- | ---------------------- | ---------------------- | ------------------------------------------------------- | ------------------------------------------------------- | ------------------------------------------------------- | ------------- | ---- |
| Róbert Kasza | moderne vijfkamp | 15-20            | 1                | 27               | 191              | 2.00,61                    | 12                         | 309                        | 29                     | 25                     | 271                    | 1.58,88                                                 | 33                                                      | 582                                                     | 1353          | 26   |
| Ádám Marosi  | moderne vijfkamp | 20-15            | 0                | 10               | 220              | 1.59,50                    | 9                          | 311                        | 3                      | 4                      | 297                    | 11.07,43                                                | 11                                                      | 633                                                     | 1461          | 6    |

Vrouwen
| atlete          | onderdeel        | schermen (degen) | schermen (degen) | schermen (degen) | schermen (degen) | zwemmen (200 m vrije slag) | zwemmen (200 m vrije slag) | zwemmen (200 m vrije slag) | paardrijden (springen) | paardrijden (springen) | paardrijden (springen) | combinatie: schieten/lopen (10 m luchtpistool)/(3200 m) | combinatie: schieten/lopen (10 m luchtpistool)/(3200 m) | combinatie: schieten/lopen (10 m luchtpistool)/(3200 m) | totaal punten | rang  |
| atlete          | onderdeel        | RR               | BR               | rang             | punten           | tijd                       | rang                       | punten                     | strafpunten            | rang                   | punten                 | tijd                                                    | rang                                                    | punten                                                  | totaal punten | rang  |
| --------------- | ---------------- | ---------------- | ---------------- | ---------------- | ---------------- | -------------------------- | -------------------------- | -------------------------- | ---------------------- | ---------------------- | ---------------------- | ------------------------------------------------------- | ------------------------------------------------------- | ------------------------------------------------------- | ------------- | ----- |
| Michelle Gulyás | moderne vijfkamp | 20-15            | 0                | 6                | 220              | 2.07,48                    | 2                          | 296                        | 57                     | 26                     | 243                    | 12.14,76                                                | 7                                                       | 566                                                     | 1325          | 12    |
| Sarolta Kovács  | moderne vijfkamp | 20-15            | 1                | 6                | 221              | 2.07,71                    | 4                          | 295                        | 7                      | 9                      | 293                    | 12.21,42                                                | 11                                                      | 559                                                     | 1368          | Brons |

### Roeien
Mannen
| atleet                    | onderdeel | series  | series | herkansingen | herkansingen | kwartfinale | kwartfinale | halve finale | halve finale | finale  | finale |
| atleet                    | onderdeel | tijd    | rang   | tijd         | rang         | tijd        | rang        | tijd         | rang         | tijd    | rang   |
| ------------------------- | --------- | ------- | ------ | ------------ | ------------ | ----------- | ----------- | ------------ | ------------ | ------- | ------ |
| Bendegúz Pétervári-Molnár | skiff     | 7.04,42 | 2 KF   | bye          | bye          | 7.24,63     | 2 HA/B      | 6.59,08      | 5 FB         | 5.09,29 | 10     |

Legenda: FA=finale A (medailles); FB=finale B (geen medailles); FC=finale C (geen medailles); FD=finale D (geen medailles); FE=finale E (geen medailles); FF=finale F (geen medailles); HA/B=halve finale A/B; HC/D=halve finale C/D; HE/F=halve finale E/F; KF=kwartfinale; H=herkansing

### Schermen
Mannen
| atleet                                                  | onderdeel  | eerste ronde         | tweede ronde         | derde ronde          | kwartfinale               | halve finale         | finale / BM          | finale / BM    |
| atleet                                                  | onderdeel  | tegenstander uitslag | tegenstander uitslag | tegenstander uitslag | tegenstander uitslag      | tegenstander uitslag | tegenstander uitslag | rang           |
| ------------------------------------------------------- | ---------- | -------------------- | -------------------- | -------------------- | ------------------------- | -------------------- | -------------------- | -------------- |
| Gergely Siklósi                                         | degen      | bye                  | Dong C W 15 - 9      | El Kord W 15 - 13    | Park S-y W 15 - 12        | Santarelli W 15 - 10 | Cannone V 10 - 15    | Zilver         |
| Áron Szilágyi                                           | sabel      | bye                  | Quintero W 15 - 7    | Abedini W 15 - 7     | Pakdaman W 15 - 6         | Bazadze W 15 - 13    | Samele W 15 - 7      | Goud           |
| András Szatmári                                         | sabel      | bye                  | Pakdaman V 15 - 12   | niet geplaatst       | niet geplaatst            | niet geplaatst       | niet geplaatst       | niet geplaatst |
| Tamás Decsi                                             | sabel      | bye                  | Hartung V 15 - 8     | niet geplaatst       | niet geplaatst            | niet geplaatst       | niet geplaatst       | niet geplaatst |
| Csanád Gémesi András Szatmári Áron Szilágyi Tamás Decsi | team sabel | n.v.t.               | n.v.t.               | bye                  | Russische ploeg W 45 - 36 | Italië V 43 - 45     | Duitsland W 45 - 40  | Brons          |

Vrouwen
| atlete                                                | onderdeel   | eerste ronde         | tweede ronde         | derde ronde           | kwartfinale          | halve finale                       | finale / BM                            | finale / BM    |
| atlete                                                | onderdeel   | tegenstander uitslag | tegenstander uitslag | tegenstander uitslag  | tegenstander uitslag | tegenstander uitslag               | tegenstander uitslag                   | rang           |
| ----------------------------------------------------- | ----------- | -------------------- | -------------------- | --------------------- | -------------------- | ---------------------------------- | -------------------------------------- | -------------- |
| Flora Pasztor                                         | floret      | Mebarki W 15 - 8     | Thibus V 13 - 15     | niet geplaatst        | niet geplaatst       | niet geplaatst                     | niet geplaatst                         | niet geplaatst |
| Fanni Kreiss                                          | floret      | bye                  | Batini W 15 - 10     | Deriglazova V 10 - 15 | niet geplaatst       | niet geplaatst                     | niet geplaatst                         | niet geplaatst |
| Kata Kondricz                                         | floret      | bye                  | Volpi V 5 - 15       | niet geplaatst        | niet geplaatst       | niet geplaatst                     | niet geplaatst                         | niet geplaatst |
| Kata Kondricz Fanni Kreiss Flóra Pásztor Aida Mohamed | team floret | n.v.t.               | n.v.t.               | n.v.t.                | Italië V 32 - 45     | Plaatsing 5 tot 8 Canada V 33 - 45 | Wedstrijd om plaats 7 Egypte W 45 - 28 | 7              |
| Renáta Katona                                         | sabel       | Daghfous W 15 - 6    | Velikaya V 4 - 15    | niet geplaatst        | niet geplaatst       | niet geplaatst                     | niet geplaatst                         | niet geplaatst |
| Anna Márton                                           | sabel       | bye                  | Maurice W 15 - 12    | Choi S-y W 15 - 12    | Dayibekova W 15 - 11 | Velikaya V 8 - 15                  | Brunet V 6 - 15                        | 4              |
| Liza Pusztai                                          | sabel       | bye                  | Chaabane W 15 - 12   | Jiarui V 10 - 15      | niet geplaatst       | niet geplaatst                     | niet geplaatst                         | niet geplaatst |
| Renáta Katona Anna Márton Liza Pusztai Sugar Battai   | team sabel  | n.v.t.               | n.v.t.               | n.v.t.                | Zuid-Korea V 40 - 45 | Plaatsing 5 tot 8 Japan V 42 - 45  | Wedstrijd om plaats 7 China V 30 - 45  | 8              |

### Schietsport
Mannen
| atleet       | onderdeel           | kwalificaties | kwalificaties | finale         | finale         |
| atleet       | onderdeel           | punten        | rang          | punten         | rang           |
| ------------ | ------------------- | ------------- | ------------- | -------------- | -------------- |
| Zalán Pekler | 10 m luchtgeweer    | 621,1         | 39            | niet geplaatst | niet geplaatst |
| Zalán Pekler | 50 m drie houdingen | 1169-56x      | 18            | niet geplaatst | niet geplaatst |
| István Péni  | 10 m luchtgeweer    | 629,4         | 7 Q           | 186,5          | 5              |
| István Péni  | 50 m drie houdingen | 1173-64x      | 10            | niet geplaatst | niet geplaatst |

Vrouwen
| atlete          | onderdeel           | kwalificaties | kwalificaties | finale         | finale         |
| atlete          | onderdeel           | punten        | rang          | punten         | rang           |
| --------------- | ------------------- | ------------- | ------------- | -------------- | -------------- |
| Eszter Mészáros | 10 m luchtgeweer    | 625,3         | 20            | niet geplaatst | niet geplaatst |
| Eszter Mészáros | 50 m drie houdingen | 1161-48x      | 26            | niet geplaatst | niet geplaatst |
| Véronika Major  | 25 m pistool        | 572           | 35            | niet geplaatst | niet geplaatst |
| Véronika Major  | 10 m luchtpistool   | 566           | 34            | niet geplaatst | niet geplaatst |

Gemengd
| atlete                      | onderdeel             | kwalificatie 1 | kwalificatie 1 | kwalificatie 2 | kwalificatie 2 | finale         | finale         |
| atlete                      | onderdeel             | punten         | rang           | punten         | rang           | punten         | rang           |
| --------------------------- | --------------------- | -------------- | -------------- | -------------- | -------------- | -------------- | -------------- |
| Eszter Mészáros István Péni | 10 m luchtgeweer team | 627,9          | 8 Q            | 414,6          | 7              | niet geplaatst | niet geplaatst |

### Taekwondo
Mannen
| atleet     | onderdeel | eerste ronde          | kwartfinale          | halve finale         | herkansing             | finale / BM          | finale / BM |
| atleet     | onderdeel | tegenstander uitslag  | tegenstander uitslag | tegenstander uitslag | tegenstander uitslag   | tegenstander uitslag | rang        |
| ---------- | --------- | --------------------- | -------------------- | -------------------- | ---------------------- | -------------------- | ----------- |
| Omar Salim | -58 kg    | Dell'Aquila V 13 - 26 | niet geplaatst       | niet geplaatst       | Sawekwiharee W 34 - 22 | Jang J V 16 - 46     | 5           |

### Tafeltennis
Mannen
| atlete        | onderdeel | voorronde            | eerste ronde         | tweede ronde         | derde ronde          | vierde ronde         | kwartfinale          | halve finale         | finale / BM          | finale / BM    |
| atlete        | onderdeel | tegenstander uitslag | tegenstander uitslag | tegenstander uitslag | tegenstander uitslag | tegenstander uitslag | tegenstander uitslag | tegenstander uitslag | tegenstander uitslag | rang           |
| ------------- | --------- | -------------------- | -------------------- | -------------------- | -------------------- | -------------------- | -------------------- | -------------------- | -------------------- | -------------- |
| Bence Majoros | enkelspel | bye                  | Bouriah W 4 - 0      | Groth V 1 - 4        | niet geplaatst       | niet geplaatst       | niet geplaatst       | niet geplaatst       | niet geplaatst       | niet geplaatst |

Vrouwen
| atlete                                     | onderdeel | voorronde            | eerste ronde         | tweede ronde         | derde ronde          | vierde ronde         | kwartfinale          | halve finale         | finale / BM          | finale / BM    |
| atlete                                     | onderdeel | tegenstander uitslag | tegenstander uitslag | tegenstander uitslag | tegenstander uitslag | tegenstander uitslag | tegenstander uitslag | tegenstander uitslag | tegenstander uitslag | rang           |
| ------------------------------------------ | --------- | -------------------- | -------------------- | -------------------- | -------------------- | -------------------- | -------------------- | -------------------- | -------------------- | -------------- |
| Dóra Madarász                              | enkelspel | bye                  | Edem V 4 - 1         | niet geplaatst       | niet geplaatst       | niet geplaatst       | niet geplaatst       | niet geplaatst       | niet geplaatst       | niet geplaatst |
| Georgina Póta                              | enkelspel | bye                  | bye                  | Moret V 1 - 4        | niet geplaatst       | niet geplaatst       | niet geplaatst       | niet geplaatst       | niet geplaatst       | niet geplaatst |
| Dóra Madarász Mária Fazekas Szandra Pergel | team      | n.v.t.               | n.v.t.               | n.v.t.               | n.v.t.               | Japan V 0 - 3        | niet geplaatst       | niet geplaatst       | niet geplaatst       | niet geplaatst |

Gemengd
| atlete                    | onderdeel  | eerste ronde         | kwartfinale          | halve finale         | finale / BM          | finale / BM    |
| atlete                    | onderdeel  | tegenstander uitslag | tegenstander uitslag | tegenstander uitslag | tegenstander uitslag | rang           |
| ------------------------- | ---------- | -------------------- | -------------------- | -------------------- | -------------------- | -------------- |
| Ádám Szudi Szandra Pergel | dubbelspel | Wong / Doo V 0 - 4   | niet geplaatst       | niet geplaatst       | niet geplaatst       | niet geplaatst |

### Triatlon
Individueel
| Atleet            | Evenement | Zwemmen(1.5 km) | Rang 1 | Fietsen (40 km) | Rang 2 | Lopen(10 km) | Totaal Tijd | Ranking |
| ----------------- | --------- | --------------- | ------ | --------------- | ------ | ------------ | ----------- | ------- |
| Bence Bicsák      | Mannen    | 17:55           |        | 56:26           |        | 30:24        | 1:45:56     | 7       |
| Tamás Tóth        | Mannen    | 18:07           |        | 56:20           |        | 32:29        | 1:48:19     | 29      |
| Zsanett Bragmayer | Vrouwen   | 19:19           |        | 1:03:07         |        | 36:18        | 2:00:00     | 12      |
| Zsófia Kovács     | Vrouwen   | 20:30           |        | lapped          | lapped | lapped       | lapped      | lapped  |

Gemengd
| Atleet            | Evenement   | Zwemmen (250 m) | Rang 1 | Fietsen (7 km) | Rang 2 | Lopen (1.5 km) | Totaal Groeps tijd | Ranking |
| ----------------- | ----------- | --------------- | ------ | -------------- | ------ | -------------- | ------------------ | ------- |
| Zsanett Bragmayer | Mixed relay | 3:53            |        | 10:33          |        | 6:29           | 1:26:43            | 11      |
| Bence Bicsák      | Mixed relay | 4:07            |        | 9:53           |        | 5:31           | 1:26:43            | 11      |
| Zsófia Kovács     | Mixed relay | 4:31            |        | 10:53          |        | 6:34           | 1:26:43            | 11      |
| Tamás Tóth        | Mixed relay | 4:12            |        | 9:52           |        | 5:40           | 1:26:43            | 11      |

### Waterpolo
Mannen
| Atleten | Onderdeel | Resultaat | Prestatie |
| --- | --------- | --------- | --------- |
| Viktor Nagy Dániel Angyal Krisztián Manhercz Gergő Zalánki Márton Vámos Norbert Hosnyánszky Mátyás Pásztor Szilárd Jansik Balázs Erdélyi Dénes Varga Tamás Mezei Balázs Hárai Soma Vogel | mannen    | Brons     | zie onder |

| Groep |                  |             |             |             |            |            |            |            |        |
| #     | Land             | Wedstrijden | Wedstrijden | Wedstrijden | Doelpunten | Doelpunten | Doelpunten | Doelpunten | Punten |
| #     | Land             | G           | W           | G           | V          | V          | T          | Saldo      | Punten |
| 1     | Griekenland      | 5           | 4           | 1           | 0          | 68         | 34         | +34        | 9      |
| 2     | Italië           | 5           | 3           | 2           | 0          | 60         | 32         | +38        | 8      |
| 3     | Hongarije        | 5           | 3           | 1           | 1          | 64         | 35         | +29        | 7      |
| 4     | Verenigde Staten | 5           | 2           | 0           | 3          | 59         | 53         | +6         | 4      |
| 5     | Japan            | 5           | 1           | 0           | 4          | 65         | 66         | -1         | 2      |
| 6     | Zuid-Afrika      | 5           | 0           | 0           | 5          | 20         | 116        | -96        | 0      |

| Ronde           | Datum           | Lokale tijd | MEZT             | Land        | Score       | Land       |  |
| --------------- | --------------- | ----------- | ---------------- | ----------- | ----------- | ---------- |  |
| groepsfase      |                 |             |                  |             |             |            |  |
| 25 juli 2021    | 11:30           | 04:30       | Hongarije        | 9 - 10      | Griekenland |            |  |
| 27 juli 2021    | 18:20           | 11:20       | Japan            | 11 - 16     | Hongarije   |            |  |
| 29 juli 2021    | 10:00           | 03:00       | Hongarije        | 23 - 1      | Zuid-Afrika |            |  |
| 31 juli 2021    | 14:00           | 07:00       | Verenigde Staten | 8 - 11      | Hongarije   |            |  |
| 2 augustus 2021 | 10:00           | 03:00       | Hongarije        | 5 - 5       | Italië      |            |  |
|                 |                 |             |                  |             |             |            |  |
| kwartfinale     | 4 augustus 2021 | 19:50       | 12:50            | Hongarije   | 15 - 11     | Zuid-Korea |  |
|                 |                 |             |                  |             |             |            |  |
| halve finale    | 6 augustus 2021 | 15:30       | 08:30            | Griekenland | 9 - 6       | Hongarije  |  |
|                 |                 |             |                  |             |             |            |  |
| Bronzen finale  | 8 augustus 2021 | 13:40       | 06:40            | Hongarije   | 9 - 5       | Spanje     |  |

Vrouwen
| Atleten | Onderdeel | Resultaat | Prestatie |
| --- | --------- | --------- | --------- |
| Edina Gangl Dorottya Szilágyi Vanda Vályi Gréta Gurisatti Gabriella Szűcs Rebecca Parkes Anna Illés Rita Keszthelyi Dóra Leimeter Anikó Gyöngyössy Nataša Rybanská Krisztina Garda Alda Magyari | vrouwen   | Brons     | zie onder |

| Groep |                  |             |             |             |            |            |            |            |        |
| #     | Land             | Wedstrijden | Wedstrijden | Wedstrijden | Doelpunten | Doelpunten | Doelpunten | Doelpunten | Punten |
| #     | Land             | G           | W           | G           | V          | V          | T          | Saldo      | Punten |
| 1     | Verenigde Staten | 4           | 3           | 0           | 1          | 64         | 26         | +38        | 6      |
| 2     | Hongarije        | 4           | 2           | 1           | 1          | 46         | 43         | +3         | 5      |
| 3     | Russische ploeg  | 4           | 2           | 1           | 1          | 53         | 61         | -8         | 5      |
| 4     | China            | 4           | 2           | 0           | 2          | 51         | 50         | +1         | 4      |
| 5     | Japan            | 4           | 0           | 0           | 4          | 44         | 78         | -34        | 0      |

| Ronde           | Datum           | Lokale tijd | MEZT            | Land      | Score            | Land            |  |
| --------------- | --------------- | ----------- | --------------- | --------- | ---------------- | --------------- |  |
| groepsfase      |                 |             |                 |           |                  |                 |  |
| 26 juli 2021    | 15:30           | 08:30       | Russische ploeg | 10 - 10   | Hongarije        |                 |  |
| 28 juli 2021    | 14:00           | 07:00       | Hongarije       | 10 - 9    | Verenigde Staten |                 |  |
| 30 juli 2021    | 18:20           | 11:20       | Japan           | 13 - 17   | Hongarije        |                 |  |
| 1 augustus 2021 | 14:00           | 07:00       | China           | 11 - 9    | Hongarije        |                 |  |
|                 |                 |             |                 |           |                  |                 |  |
| Kwartfinale     | 3 augustus 2021 | 18:20       | 11:20           | Nederland | 11 - 14          | Hongarije       |  |
|                 |                 |             |                 |           |                  |                 |  |
| Halve finale    | 5 augustus 2021 | 19:50       | 12:50           | Spanje    | 8 - 6            | Hongarije       |  |
|                 |                 |             |                 |           |                  |                 |  |
| Bronzen finale  | 7 augustus 2021 | 13:40       | 06:40           | Hongarije | 11 - 9           | Russische ploeg |  |

### Wielersport

#### Mountainbiken
Mannen
| atleet       | onderdeel    | tijd           | rang |
| ------------ | ------------ | -------------- | ---- |
| Andras Parti | mountainbike | 1:35:33 +10:19 | 32   |

Vrouwen
| atlete          | onderdeel    | tijd          | rang |
| --------------- | ------------ | ------------- | ---- |
| Kata Blanka Vas | mountainbike | 1:17:55 +2:09 | 4    |

#### Wegwielrennen
Mannen
| atleet        | onderdeel    | tijd   | rang   |
| ------------- | ------------ | ------ | ------ |
| Attila Valter | wegwedstrijd | opgave | opgave |

### Worstelen

#### Grieks-Romeins
Mannen
| atleet         | onderdeel | eerste ronde         | kwartfinale          | halve finale         | herkansing           | finale / BM          | finale / BM    |
| atleet         | onderdeel | tegenstander uitslag | tegenstander uitslag | tegenstander uitslag | tegenstander uitslag | tegenstander uitslag | rang           |
| -------------- | --------- | -------------------- | -------------------- | -------------------- | -------------------- | -------------------- | -------------- |
| Bálint Korpási | −67 kg    | Aslanyan V 1 - 1     | niet geplaatst       | niet geplaatst       | niet geplaatst       | niet geplaatst       | niet geplaatst |
| Tamás Lőrincz  | −77 kg    | Ikram W walkover     | Yabiku W 3 - 1       | Geraei W 6 - 5       | bye                  | Machmoedov W 2 - 1   | Goud           |
| Viktor Lőrincz | −87 kg    | Azisbekov W 6 - 1    | Kudla W 1 - 1        | Metwally W 9 - 2     | bye                  | Belenjoek V 1 - 5    | Zilver         |
| Alex Szőke     | −87 kg    | Omarov W 3 - 1       | Evloev V 2 - 6       | niet geplaatst       | Melia W 5 - 1        | Michalik V 0 - 10    | 5              |

#### Vrije stijl
Mannen
| atleet             | onderdeel | eerste ronde         | kwartfinale          | halve finale         | herkansing           | finale / BM          | finale / BM |
| atleet             | onderdeel | tegenstander uitslag | tegenstander uitslag | tegenstander uitslag | tegenstander uitslag | tegenstander uitslag | rang        |
| ------------------ | --------- | -------------------- | -------------------- | -------------------- | -------------------- | -------------------- | ----------- |
| Iszmail Muszukajev | −65 kg    | Destribats W 9 - 6   | Otoguro V 1 - 4      | niet geplaatst       | Tulga W 5 - 1        | Michalik V 0 - 10    | 5           |

Vrouwen
| atlete          | onderdeel | eerste ronde         | kwartfinale          | halve finale         | herkansing           | finale / BM          | finale / BM    |
| atlete          | onderdeel | tegenstander uitslag | tegenstander uitslag | tegenstander uitslag | tegenstander uitslag | tegenstander uitslag | rang           |
| --------------- | --------- | -------------------- | -------------------- | -------------------- | -------------------- | -------------------- | -------------- |
| Marianna Sastin | −62 kg    | Incze V 1 - 3        | niet geplaatst       | niet geplaatst       | niet geplaatst       | niet geplaatst       | niet geplaatst |

### Zeilen
Mannen
| atleet          | onderdeel | race | race | race | race | race | race | race | race | race | race | race   | race   | race           | netto punten | eindnotering |
| atleet          | onderdeel | 1    | 2    | 3    | 4    | 5    | 6    | 7    | 8    | 9    | 10   | 11     | 12     | M              | netto punten | eindnotering |
| --------------- | --------- | ---- | ---- | ---- | ---- | ---- | ---- | ---- | ---- | ---- | ---- | ------ | ------ | -------------- | ------------ | ------------ |
| Benjámin Vadnai | Laser     | 7    | 21   | 9    | 15   | 16   | 18   | 17   | 21   | 21   | 25   | n.v.t. | n.v.t. | niet geplaatst | 145          | 18           |
| Zsombor Berecz  | Finn      | 2    | 2    | 9    | 4    | 6    | 7    | 3    | 5    | 4    | 4    | n.v.t. | n.v.t. | 1              | 39           | Zilver       |

Vrouwen
| atleet        | onderdeel    | race | race | race | race | race | race | race | race | race | race | race   | race   | race           | netto punten | eindnotering |
| atleet        | onderdeel    | 1    | 2    | 3    | 4    | 5    | 6    | 7    | 8    | 9    | 10   | 11     | 12     | M              | netto punten | eindnotering |
| ------------- | ------------ | ---- | ---- | ---- | ---- | ---- | ---- | ---- | ---- | ---- | ---- | ------ | ------ | -------------- | ------------ | ------------ |
| Sára Cholnoky | RS:X         | 27   | 26   | 27   | 21   | 25   | 15   | 24   | 19   | 24   | 23   | 20     | 21     | niet geplaatst | 246          | 25           |
| Mária Érdi    | Laser Radial | 19   | 18   | 16   | 16   | 2    | 17   | 14   | 11   | 15   | 25   | n.v.t. | n.v.t. | niet geplaatst | 128          | 13           |

### Zwemmen
Mannen
| atleet                                                      | onderdeel          | series   | series | halve finale   | halve finale   | finale         | finale         |
| atleet                                                      | onderdeel          | tijd     | rang   | tijd           | rang           | tijd           | rang           |
| ----------------------------------------------------------- | ------------------ | -------- | ------ | -------------- | -------------- | -------------- | -------------- |
| Maxim Lobanovskij                                           | 50 m vrije slag    | 22,25    | 26     | niet geplaatst | niet geplaatst | niet geplaatst | niet geplaatst |
| Dominik Kozma                                               | 200 m vrije slag   | 1.48,87  | 30     | niet geplaatst | niet geplaatst | niet geplaatst | niet geplaatst |
| Nándor Németh                                               | 200 m vrije slag   | 1.46,19  | 12 Q   | 1.47,20        | 15             | niet geplaatst | niet geplaatst |
| Nándor Németh                                               | 100 m vrije slag   | 48,11    | 9 Q    | 47,81 NR       | 7 Q            | 48,10          | 8              |
| Szebasztián Szabó                                           | 100 m vrije slag   | 48,51    | 20     | niet geplaatst | niet geplaatst | niet geplaatst | niet geplaatst |
| Szebasztián Szabó                                           | 100 m vlinderslag  | 51,67    | 14 Q   | 51,89          | 14             | niet geplaatst | niet geplaatst |
| Kristóf Milák                                               | 100 m vlinderslag  | 50,62    | 2 Q    | 50,31          | 2 Q            | 49,68 ER       | Zilver         |
| Kristóf Milák                                               | 200 m vlinderslag  | 1.53,58  | 1 Q    | 1.52,22        | 1 Q            | 1.51,25 OR     | Goud           |
| Tamás Kenderesi                                             | 200 m vlinderslag  | 1.55,18  | 8 Q    | 1.55,17        | 5 Q            | 1.54,52        | 4              |
| Gábor Zombori                                               | 400 m vrije slag   | 3.47,99  | 18     | n.v.t.         | n.v.t.         | niet geplaatst | niet geplaatst |
| Ákos Kalmár                                                 | 800 m vrije slag   | 7.55,85  | 22     | n.v.t.         | n.v.t.         | niet geplaatst | niet geplaatst |
| Ákos Kalmár                                                 | 1500 m vrije slag  | 15.17,02 | 22     | n.v.t.         | n.v.t.         | niet geplaatst | niet geplaatst |
| Gergely Gyurta                                              | 1500 m vrije slag  | 15.01,85 | 15     | n.v.t.         | n.v.t.         | niet geplaatst | niet geplaatst |
| Richárd Bohus                                               | 100 m rugslag      | DSQ      | DSQ    | niet geplaatst | niet geplaatst | niet geplaatst | niet geplaatst |
| László Cseh                                                 | 200m wisselslag    | 1.57,51  | 10 Q   | 1.57,64        | 8 Q            | 1.57,68        | 7              |
| Hubert Kós                                                  | 200m wisselslag    | 1.58,47  | 20     | niet geplaatst | niet geplaatst | niet geplaatst | niet geplaatst |
| Péter Bernek                                                | 400m wisselslag    | 4.12,38  | 13     | n.v.t.         | n.v.t.         | niet geplaatst | niet geplaatst |
| Dávid Verrasztó                                             | 400m wisselslag    | 4.09,80  | 4 Q    | n.v.t.         | n.v.t.         | 4.10,59        | 4              |
| Kristóf Rasovszky                                           | 10 km open water   | n.v.t.   | n.v.t. | n.v.t.         | n.v.t.         | 1.48.59,0      | Zilver         |
| Kristóf Milák Szebasztián Szabó Richárd Bohus Nándor Németh | 4×100 m vrije slag | 3.12,73  | 6 Q    | n.v.t.         | n.v.t.         | 3.11,06 NR     | 5              |
| Balázs Holló Dominik Kozma Richárd Márton Gábor Zombori     | 4×200 m vrije slag | DSQ      | DSQ    | n.v.t.         | n.v.t.         | niet geplaatst | niet geplaatst |
| Richárd Bohus Péter Holoda Hubert Kós Tamás Takács          | 4×100 m wisselslag | 3.34,91  | 13     | n.v.t.         | n.v.t.         | niet geplaatst | niet geplaatst |

Vrouwen
| atlete                                                                     | onderdeel         | series   | series | halve finale   | halve finale   | finale         | finale         |
| atlete                                                                     | onderdeel         | tijd     | rang   | tijd           | rang           | tijd           | rang           |
| -------------------------------------------------------------------------- | ----------------- | -------- | ------ | -------------- | -------------- | -------------- | -------------- |
| Eszter BékésiEszter Békési                                                 | 200 m schoolslag  | 2.26,89  | 25     | niet geplaatst | niet geplaatst | niet geplaatst | niet geplaatst |
| Dalma Sebestyén                                                            | 200 m wisselslag  | 2.12,42  | 17     | niet geplaatst | niet geplaatst | niet geplaatst | niet geplaatst |
| Dalma Sebestyén                                                            | 100 m vlinderslag | 59,79    | 27     | niet geplaatst | niet geplaatst | niet geplaatst | niet geplaatst |
| Boglárka Kapás                                                             | 200 m vlinderslag | 2.08,58  | 5 Q    | 2.06,59        | 3 Q            | 2.06,53        | 4              |
| Katalin Burián                                                             | 100 m rugslag     | 1.00,07  | 18     | niet geplaatst | niet geplaatst | niet geplaatst | niet geplaatst |
| Katalin Burián                                                             | 200 m rugslag     | 2.09,10  | 8 Q    | 2.09,65        | 10             | niet geplaatst | niet geplaatst |
| Katinka Hosszú                                                             | 200 m rugslag     | 2.12,84  | 20     | niet geplaatst | niet geplaatst | niet geplaatst | niet geplaatst |
| Katinka Hosszú                                                             | 200 m vlinderslag | DNS      | DNS    | niet geplaatst | niet geplaatst | niet geplaatst | niet geplaatst |
| Katinka Hosszú                                                             | 200 m wisselslag  | 2.09,70  | 2 Q    | 2.10,22        | 7 Q            | 2.12,38        | 7              |
| Katinka Hosszú                                                             | 400 m wisselslag  | 4.36,01  | 7 Q    | n.v.t.         | n.v.t.         | 4.35,98        | 5              |
| Viktória Mihályvári-Farkas                                                 | 400 m wisselslag  | 4.35,99  | 6 Q    | n.v.t.         | n.v.t.         | 4.37,75        | 6              |
| Viktória Mihályvári-Farkas                                                 | 1500 m vrije slag | 16.02,26 | 12     | n.v.t.         | n.v.t.         | niet geplaatst | niet geplaatst |
| Ajna Késely                                                                | 1500 m vrije slag | 15.59,80 | 9      | n.v.t.         | n.v.t.         | niet geplaatst | niet geplaatst |
| Ajna Késely                                                                | 800 m vrije slag  | 8.26,20  | 13     | n.v.t.         | n.v.t.         | niet geplaatst | niet geplaatst |
| Ajna Késely                                                                | 400 m vrije slag  | 4.05,34  | 10     | n.v.t.         | n.v.t.         | niet geplaatst | niet geplaatst |
| Anna Olasz                                                                 | 10km open water   | n.v.t.   | n.v.t. | n.v.t.         | n.v.t.         | 1.59.34,8      | 4              |
| Zsuzsanna Jakabos Boglárka Kapás Ajna Késely Laura Veres Evelyn Verrasztó* | 4×200 m vrijeslag | 7.56,16  | 8 Q    | n.v.t.         | n.v.t.         | 7.56,62        | 7              |

- Zwom niet mee in de finale

Gemengd
| atleet                                                       | onderdeel          | series  | series | halve finale | halve finale | finale         | finale         |
| atleet                                                       | onderdeel          | tijd    | rang   | tijd         | rang         | tijd           | rang           |
| ------------------------------------------------------------ | ------------------ | ------- | ------ | ------------ | ------------ | -------------- | -------------- |
| Fanni Gyurinovics Petra Halmai Benedek Kovács Richárd Márton | 4×100 m wisselslag | 3.47,15 | 15     | n.v.t.       | n.v.t.       | niet geplaatst | niet geplaatst |